# Picchiarello al campo estivo
Picchiarello al campo estivo (Woody Woodpecker Goes to Camp) è un film del 2024 diretto da Jon Rosenbaum.
Basato sull'omonimo personaggio dei cartoni animati è un sequel stand-alone del film Picchiarello - Il film (2017).

## Trama
Dopo essere stato cacciato dalla foresta per aver tormentato un campeggiatore, Picchiarello decide di redimersi imparando il lavoro di squadra nel vicino Camp Woo Hoo - ma dopo essere arrivato, un detenuto evaso di nome Buzz Buzzard arriva poco dopo e poi si finge lo chef del campo rivale per rubare un tesoro nascosto.
Dopo l'arrivo di Picchiarello, fa amicizia con la figlia del direttore del campo, Maggie, e provoca il caos al campo, ma dopo i tentativi falliti di Buzz di distruggere il campo e dopo che Picchiarello conosce i campeggiatori e li aiuta ad allenarsi per un evento annuale noto come Wilderness Games, viene incastrato per aver causato di nuovo il caos dopo aver incontrato e combattuto contro Buzz. L'ispettore Wally Walrus arriva e minaccia di chiudere il campo. Fortunatamente, Picchiarello convince l'ispettore a dare al campo un'altra possibilità facendoli partecipare ai Wilderness Games. Mentre i Giochi procedono, Buzz osserva con sgomento e cerca di sabotare le possibilità di vittoria dei Woo Hoo.
Prima della sfida finale, Picchiarello scopre finalmente il piano malvagio di Buzz e spara con una pistola lanciarazzi per radunare entrambi i campi sul terreno principale, dove Woody sfrutta l'acquisto illegale dell'arsenale di Buzz e progetta di rubare l'oro. Gli accampamenti cercano di salvare il forziere che Buzz ha catturato, ma Woody sacrifica il suo tentativo di sconfiggere Buzz e salva Maggie dalla caduta prima di perdere i sensi.
In seguito, i campi si riconciliano quando scoprono che la loro statua era sempre stata l'oro, e Woody è pieno di emozioni quando scopre di avere un antenato dimenticato da tempo sulla terra. Prima che Woody voli di nuovo nella foresta con la sua ritrovata redenzione, abbraccia Maggie e la saluta, dicendo che tornerà l'estate successiva.
In una scena durante i titoli di coda, dopo un atterraggio accidentale del loro elicottero e aver scoperto anche la fregatura (dei sassi), Buzz e il suo compagno di cella fuggito si ritrovano in una stazione di polizia, dove gli agenti si sono presentati per arrestarlo di nuovo per il loro mandato.

## Produzione
Nel 2021, Universal Pictures e Universal 1440 Entertainment hanno annunciato un sequel del film Picchiarello - Il film del 2017. Il film è stato girato a Melbourne e nelle aree regionali della Victoria in Australia da settembre a dicembre dello stesso anno.

## Promozione
Il trailer italiano del film è stato distribuito il 29 marzo 2024.

## Distribuzione
Il film è stato distribuito il 12 aprile 2024 sulla piattaforma di streaming Netflix.

## Accoglienza

### Critica
Il film ha ricevuto recensioni generalmente negative da parte della critica cinematografica, tuttavia è stato definito "un miglioramento" rispetto al film precedente. Su Rotten Tomatoes ha una percentuale di gradimento del 20% sulla base di 8 recensioni con un voto medio di 4,20 su 10.